# Regierungsobersekretär
Regierungsobersekretär (ROS) ist in Deutschland die Amtsbezeichnung eines Beamten im mittleren Dienst in der Bundes- oder Landesverwaltung im ersten Beförderungsamt. Im mittleren technischen Verwaltungsdienst des Bundes lautet die Amtsbezeichnung Technischer Regierungsobersekretär (TROS).

## Besoldung
Das Amt wird mit der Besoldungsgruppe A 7 nach der Bundesbesoldungsordnung des Bundesbesoldungsgesetzes alimentiert und entspricht somit besoldungsrechtlich einem Polizeimeister bzw. einem Feldwebel der Bundeswehr.

## Ausbildung
Regierungsobersekretäre haben in der Regel den zweijährigen Vorbereitungsdienst (Laufbahnausbildung) für den mittleren Dienst abgeschlossen und wurden aufgrund einer guten dienstlichen Beurteilung vom Regierungssekretär (RS) zum Regierungsobersekretär befördert.

## Dienststellung in einer Behörde
Regierungsobersekretäre nehmen in der Funktion als Bürosachbearbeiter meist einfachere Aufgaben wie Geschäfts- oder Vorzimmertätigkeiten in der Verwaltung wahr und sind oftmals einem Beamten des gehobenen Dienstes unmittelbar unterstellt.

## Beförderungsämter
Beförderungsämter sind Regierungshauptsekretär (A 8) und Regierungsamtsinspektor (A 9).